# Подосоје (Котор Варош)
Подосоје су насељено мјесто у Босни и Херцеговини, у општини Котор Варош, ентитет Република Српска. Према попису становништва из 2013. у насељу је живио 121 становник.

## Становништво
| Демографија | Демографија | Демографија |
| Година      | Становника  | Становника  |
| ----------- | ----------- | ----------- |
| 1961.       | 327         |             |
| 1971.       | 243         |             |
| 1981.       | 201         |             |
| 1991.       | 159         |             |
| 2013.       | 121         |             |